# Estación Toay
Toay es una estación ferroviaria ubicada en ciudad del mismo nombre, departamento Toay, Provincia de La Pampa, Argentina.

## Servicios
Es una estación del ramal perteneciente al Ferrocarril General Roca, desde la Estación Nueva Roma hasta esta terminal.
Además es una estación del Ferrocarril Domingo Faustino Sarmiento que proviene de la Estación Once.
No presta servicios de pasajeros, ni de cargas.
Sus vías están concesionadas a la empresa de cargas Ferroexpreso Pampeano.

## Imágenes

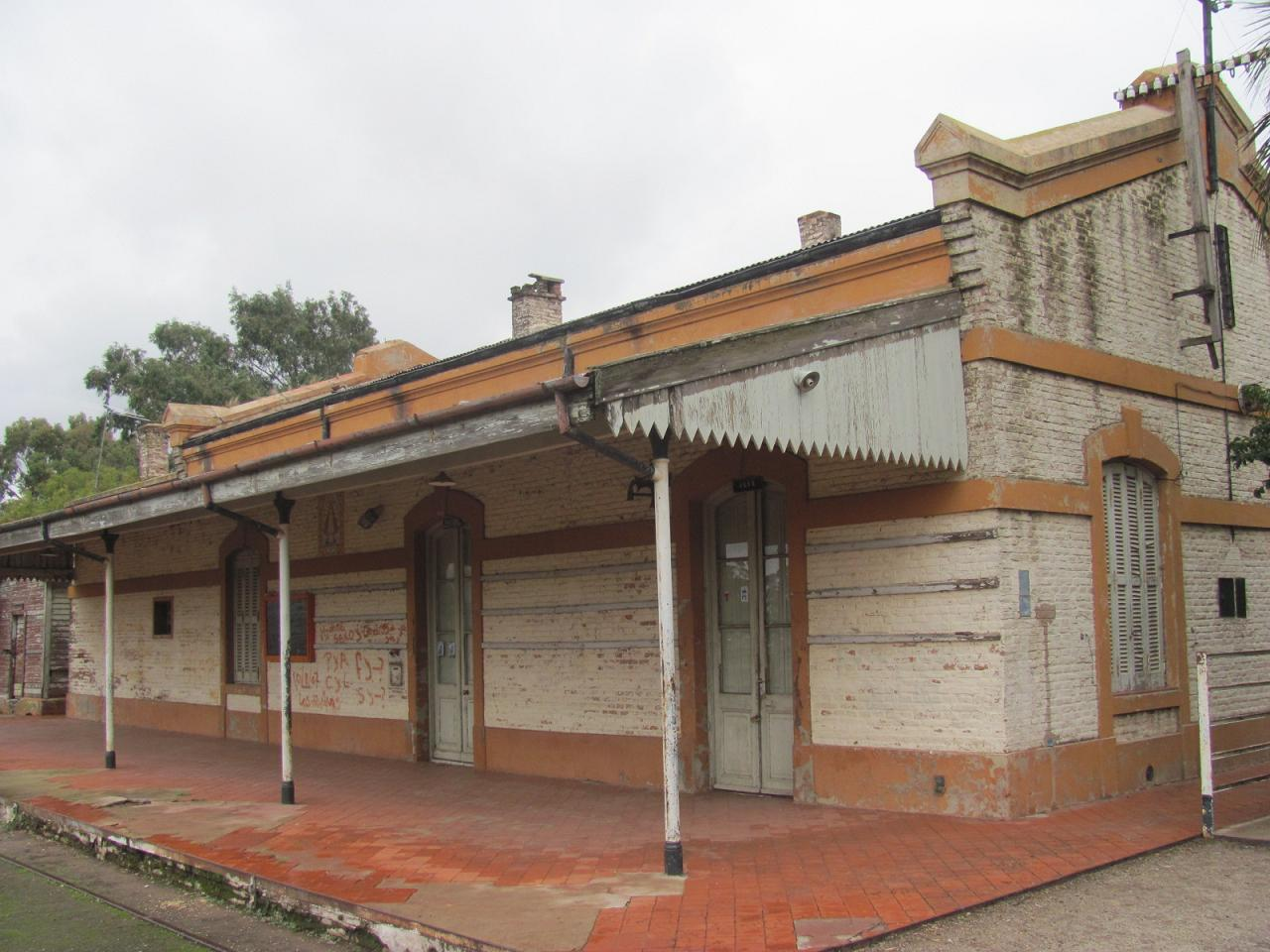
Estación